# Leaseback
Leaseback, prescurtarea pentru sale-and-leaseback, este un gen de tranzacție financiară care presupune vânzarea unui imobil, pentru ca în baza unui contract de leasing pe termen lung vânzătorul să își păstreze dreptul de folosire a bunului, în schimbul unei chirii.
Avantajul vânzătorului este acela că își deblochează o sumă mare de bani pentru alte investiții, beneficiind de o sursă de finanțare în cazul în care îndatorarea la bancă este foarte mare sau când activele sunt subevaluate în cazul unui credit bancar.
Operațiunea eliberează o sumă importantă de bani prin transformarea activului deținut în lichiditate, dar nu destabilizează activitatea companiei, deoarece respectivul bun poate fi în continuare utilizat în aceleași condiții.